# AeroGauge
AeroGauge es un videojuego para la Nintendo 64 que trata sobre futurísticas carreras aeroespaciales de hovercrafts en diversas pistas contra diversos contrincantes.
Tiene disponible un modo de un solo jugador, GrandPrix, multijugador (sin juego en línea) y contrarreloj, en el cual se puede jugar con tres dificultades: Novato, Mediano y Experto. Este videojuego sigue la estética utilizada en otros videojuegos como la serie Extreme G y/o el Wipeout.

## Descripción general
Aerogauge tiene lugar en Asia durante el año 2065. El juego tiene cuatro pistas y cinco vehículos desde el principio, con pistas adicionales y vehículos que se pueden desbloquear a través de los modos Grandprix y Time Attack. El juego incluye daños en el vehículo, que se muestra con un medidor en la parte inferior del HUD. A medida que el jugador gana daño, su vehículo comenzará a chispear y humear. Si un jugador adquiere demasiado daño, su vehículo se detendrá, aterrizará lentamente en el suelo y la pantalla se desvanecerá en negro con el texto "Retire". Para evitar esto, los jugadores pueden reparar los daños volando a través de las pistas de la pantalla de regeneración de las zonas a baja altitud.

## Modos de juego
El juego tiene cuatro modos de juego diferentes que el jugador puede elegir en el menú principal.

### Grandprix
Grandprix es un modo de juego para un solo jugador. Tiene una liga de campeonato básica, teniendo la carrera de los jugadores contra los vehículos controlados por computadora en cada mapa en el juego. Antes de cada carrera, el jugador debe tomar dos vueltas de calificación que a su vez determina la posición inicial para la carrera basada en el mejor tiempo del jugador y cómo se compara con el de la computadora. La carrera real es de tres vueltas alrededor del campo, contra siete oponentes, todos los cuales despegan de la línea de salida rápidamente, por lo general dejando al jugador detrás para ponerse al día. Después de una carrera, el jugador recibe puntos de recompensa dependiendo de su posición final; mejor colocación da más puntos. Los puntos de cada carrera en el Grandprix se totalizan para determinar el ganador.

### Singlematch
Singlematch es también un modo de un solo jugador. Es una carrera contra la inteligencia artificial del juego en una pista elegida por el jugador. Al igual que el Grandprix, se requieren dos vueltas de calificación para determinar la posición inicial.

### VS
El modo VS es un modo de juego de dos jugadores, en el que dos jugadores humanos eligen una pista y una carrera. No hay vueltas de calificación y no hay oponentes de la IA.

### Time Attack
El modo Time Attack es otro modo de juego para un solo jugador. Se trata de un contra reloj en una pista elegida por el jugador. El jugador puede elegir hacer tres o un número infinito de vueltas. Si el jugador selecciona hacer tres vueltas, los fantasmas (representación del mejor tiempo del jugador) pueden ser guardados en una tarjeta de memoria y cargados para correr.

## AeroMachines
En el universo del juego, un AeroMachine es un vehículo con la capacidad de producir un campo fuerte de flujo magnético localizado. Los AeroMachines son los vehículos utilizados en el Sky Step. Hay 10 disponibles AeroMachines, con 5 disponibles desde el principio y 5 ser desbloqueables.
Cada uno de los AeroMachines se clasifica en función de seis categorías que se muestran en un gráfico de radar. Las categorías son speed (velocidad máxima del aire), steering (capacidad de giro), accele (aceleración), aero limit (velocidad necesaria para obtener aerotransportada), shield (resistencia) y stability (poder de agarre). 

## Pistas

### Canyon Rush
La Canyon Rush es la primera pista del modo GrandPrix, tiene 4741m de longitud, con dos túneles que hacen aumentar la velocidad.

### Bikini Island
La Bikini Island es la segunda pista del modo GrandPrix, tiene 3895m de longitud, con cinco túneles, uno de ellos para por el fondo marino pudiendo ver una ballena justo por mitad del túnel. También tienen lugares para aumentar la velocidad.

### Chinatown
La Chinatown es la tercera pista en el modo GrandPrix, en el cual, como mínimo, se tiene que ser tercero para pasar al siguiente circuito. Esta pista puede ser la más carismática ya que tiene que pasar a toda velocidad por las carreteras y avenidas chinas. Tiene 4684m y no tiene ningún túnel para aumentar la velocidad pero tiene tramas de autopistas subterráneas.

### Neo Arena
La Neo Arena es otro circuito futurístico del modo GrandPrix en el cual, se termina el campeonato de carreras del modo GrandPrix. Tiene 5743m y consta de dos túneles, sirviendo alguno de ellos como atajo.

### Chinatown Jam
La Chinatown Jam es una pista que supera la Chinatown tiene curvas rectas hay partes donde puedes perder velocidad y también hay partes donde ganas velocidad.

## Soundtrack
En el AeroGauge tiene 21 canciones y 5 jingles, ninguno de los cuales es cantado. La lista es la siguiente:
- Canciones:
  - Flame your plains
  - Liberated mind
  - After the aero
  - Magic Maker
  - Pride at speed
  - Pride at speed (remix)
  - Reaching Horizons
  - Reaching Horizons (remix)
  - Leashed aeroforce
  - Leashed aeroforce (remix)
  - City 2065
  - City 2065 (remix)
  - Last Treason
  - Last Treason (remix)
  - Rushing wind
  - Rushing wind (remix)
  - Lust to win
  - Engrave
  - Join Hands
  - Sonic prices
  - Lean to instincts

- Jingles:
  - Grandprix
  - Race start
  - Goal in
  - Retire
  - Game over

## Recepción
El juego recibió malas críticas como el 4.5 recibido por la página GameSpot de IGN; los redactores de GameSpot comienzan explicando que "AeroGauge no tiene nada espectacular mostrando en pantalla uno de los peores popup (se refiere a la aparición repentina de objetos cercanos debido al pobre motor gráfico) de objetos en pantalla que hacía tiempo no se veía".